# Eduardo Valentí Fiol
Eduardo Valentí Fiol (ca: Eduard Valentí i Fiol) (Pals, 19 de enero de 1910 - Barcelona, 1971) fue un filólogo clásico, humanista, escritor, docente y traductor español.
Era licenciado en filología clásica. Obtuvo la cátedra de instituto en el 31 de enero de 1935. Fue destinado a Ferrol, Santiago de Compostela, Castellón de la Plana, Reus y el instituto Verdaguer de Barcelona. También fue profesor de la Universidad de Barcelona y de la Universidad Autónoma de Barcelona. Su obra más importante es Gramática de la lengua latina. Morfología y nociones de sintaxis, libro que es usado por estudiantes y gramáticos latinos hasta nuestros días.  Fue miembro numerario de la Sección Filológica del Instituto de Estudios Catalanes desde 1968.
Tradujo textos griegos y latinos de Cicerón, César, Lucrecio, Séneca y otros, y realizó estudios sobre literatura catalana contemporánea, dedicados, entre otros, a Joan Maragall y al movimiento modernista.